# سفارة الولايات المتحدة في الفلبين
سفارة الولايات المتحدة في الفلبين هي أرفع تمثيل دبلوماسي لدولة الولايات المتحدة لدى الفلبين. تقع السفارة في مانيلا وهي تهدف لتعزيز المصالح الأمريكية في الفلبين.

## وصلات خارجية
- الموقع الرسمي
- قائمة سفارات الولايات المتحدة
- قائمة السفارات في الفلبين